# Izitso
Izitso är ett musikalbum av Cat Stevens som lanserades i april 1977. Island Records gav ut de europeiska utgåvorna och A&M Records de amerikanska. Skivans ljudbild bär en tydlig prägel av syntar, och var en mix av Stevens tidigare akustisk baserade musik och elektronisk musik. Albumet innehåller "(Remember the Days of the) Old Schoolyard" som blev en ganska stor singelhit. I låten "(I Never Wanted) To Be a Star" ger Stevens uttryck för sin desillusion med musikbranschen, och den var en föraning om att han ett år senare tog en lång paus från sin musikkarriär. Han höll sedan en låg profil i nära 30 år innan han återvände till musiken.

## Låtlista
(låtar utan angiven upphovsman skrivna av Cat Stevens)
1. "(Remember the Days of the) Old Schoolyard" – 2:44 (duett med Elkie Brooks)
2. "Life" – 4:56
3. "Killin' Time" – 3:30
4. "Kypros" – 3:10
5. "Bonfire" – 4:10
6. "(I Never Wanted) To Be a Star" – 3:03
7. "Crazy" – 3:33
8. "Sweet Jamaica" – 3:31
9. "Was Dog a Doughnut?" (Stevens, Bruce Lynch, Jean Roussel) – 4:15
10. "Child for a Day" (Paul Travis, David Gordon) – 4:23

## Listplaceringar
- Billboard 200, USA: #7[1]
- UK Albums Chart, Storbritannien: #18[2]
- RPM, Kanada: #2[3]
- Media Control Charts, Västtyskland: #7
- Österrike: #12[4]
- Nederländerna: #13[5]
- Nya Zeeland: #39[6]
- VG-lista, Norge: #13[7]
- Topplistan, Sverige: #15[8]